# Fortschritt E 512

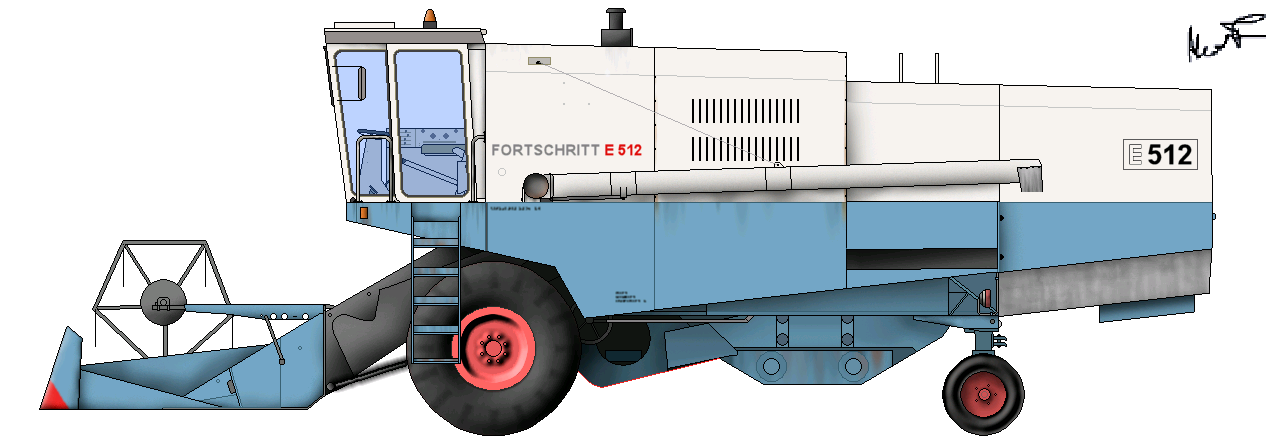
Fortschritt E 512, boční pohled

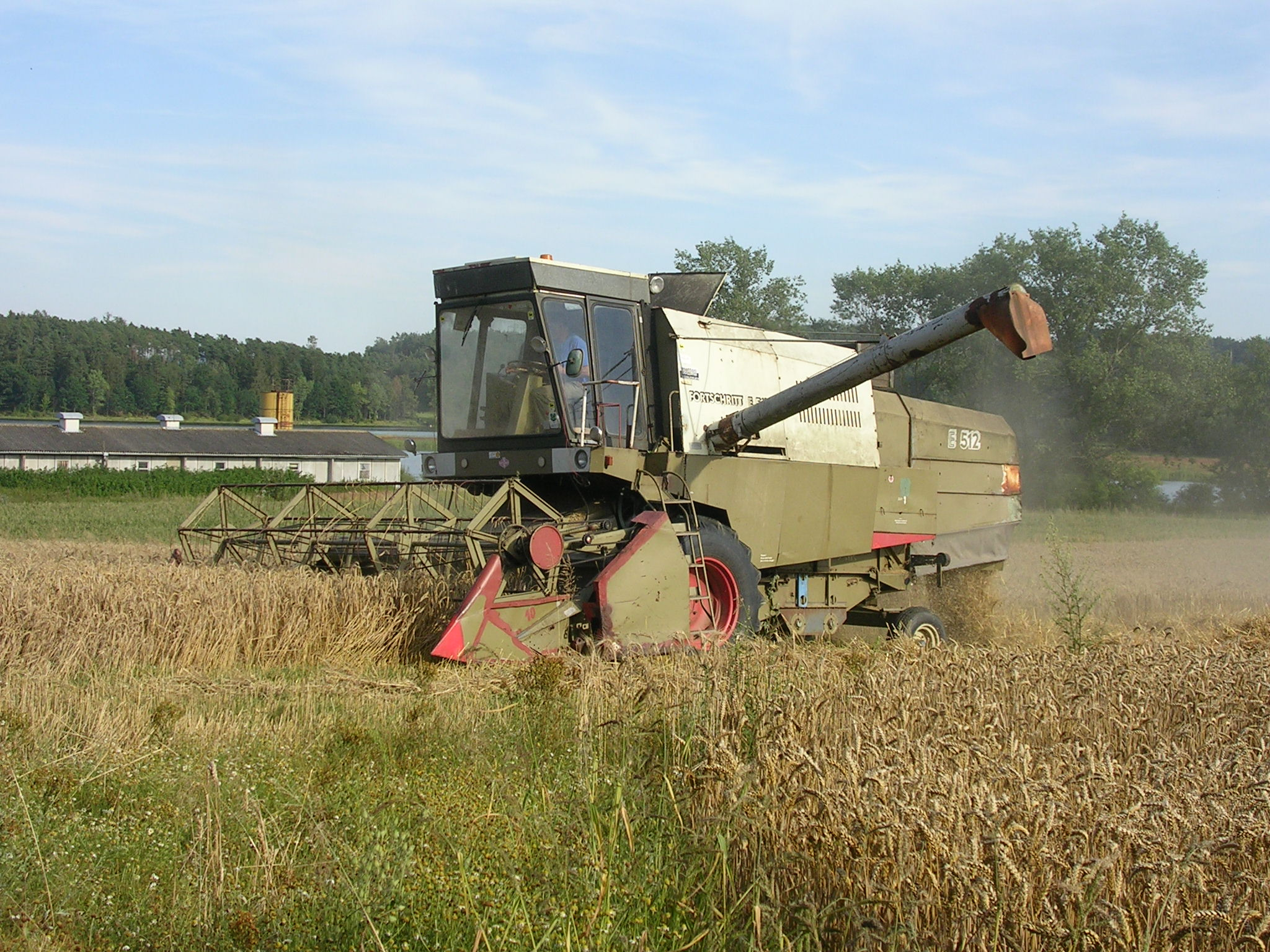
Kombajn E-512

Fortschritt E 512 je obilní kombajn vyráběný kombinátem VEB Kombinat Fortschritt Landmaschinen v Německé demokratické republice v letech 1967 až 1988. Jeho nástupcem byl typ E 516.
Stroj byl poháněn čtyřválcovým vznětovým motorem IFA 4 VD 14,5/12-1 SRW s výkonem 105 koní a objemem 6560 cm³.
Do Československa byl dovážen od roku 1968. Na svou dobu se jednalo o dobrý kombajn, kterému dávali čeští zemědělci přednost před sovětskými typy SK-5 Niva a SK-6 Kolos, které byly značně poruchové. Kombajn byl průběžně modernizován, nejviditelnější změnou byl přechod otevřeného prostoru obsluhy, krytého pouze stříškou, v uzavřenou prosklenou kabinu.  

## Technické údaje
- Záběr žacího ústrojí: 420 cm výjimečně 570 cm (při nízkých výnosech)
- Šířka mlátícího bubnu: 1280 mm
- Průměr mlátícího bubnu: 600 mm
- Průchodnost: 7 kg/s

- Objem zásobníku zrna: 2300 l
- Separační ústrojí: 4 vytřasadla s plochou 5,2 m²
- Pojezdová rychlost: 1–20 km/h
- Typ motoru: 4 VD 14,5/12-1 SRW
- Výkon motoru: 105 k
- Počet rychlostí: 3 vpřed, 1 vzad
- Pojezd: variátorový s mechanickou převodovkou

## Další modely
- Fortschritt E 514
- Fortschritt E 516
- Fortschritt E 517
- MDW Fortschritt E 524
- MDW Fortschritt E 5260